# 라이드 위드 데블
《라이드 위드 데블》(영어: Ride with the Devil)은 미국에서 제작된 리안 감독의 1999년 수정주의 서부극 영화이다. 토비 매과이어 등이 출연하였고, 로버트 F. 콜즈베리 등이 제작에 참여하였다.

## 출연진
- 토비 매과이어
- 스키트 얼리치
- 주얼
- 제프리 라이트
- 사이먼 베이커
- 조너선 리스 마이어스
- 짐 커비즐
- 톰 가이리
- 조너선 브랜디스
- 마크 러펄로
- 톰 윌킨슨
- 마고 마틴데일
- 존 에일스
- 매슈 페이버
- 실리아 웨스턴
- 돈 섕크스
- 존 더빈
- 잭 그레니에이
- 스티븐 메일러
- 제임스 어배니액

## 기타 제작진
- 협력 제작: 앤 케리
- 배역: 에이비 코프먼
- 미술: 마크 프리드버그
- 의상: 마릿 앨런